# 薛呈懿
薛呈懿（1989年12月3日—），宜蘭縣冬山鄉出生，台灣女性政治人物。2014年投入宜蘭縣議員選舉，在宜蘭縣第八選舉區（冬山鄉）以94票之差驚險勝過張建成（即使票數低於該落選頭亦會以婦女保障名額當選），亦成為13縣縣議員選舉最年輕的當選人。任內關心教育、文化、青年、農地、環保、都市計畫等相關議題。

2019年經由前宜蘭縣長林聰賢、時任民主進步黨秘書長羅文嘉，引薦進入民進黨網路部任職，同年8月接任民主進步黨發言人兼青年發展部政務副主任。2020年2月2日宣布卸任青年部副主任，發言人將留任至5月19日。
2021年12月28日宣布投入民進黨2022年羅東鎮長黨內初選，選舉口號是「規劃小鎮新風貌，羅東值得更好」。4月9日民調成績公布，她以33.6890％的民調成績輸給前議員黃適超，未獲得政黨提名。

## 2014年參選宜蘭縣議員

### 決定參選
就讀台大城鄉所的薛呈懿，近年參與苗栗大埔事件、美麗灣渡假村爭議，直到太陽花學運，她認為「體制外聲音很大，要把這股能量，匯入體制內進行改變。她以網路、街頭演講訴說理想，感動不少人，她希望年輕人站出來，從基層翻轉社會。三一八學運爆發當晚衝入立法院，接下來的一個月，她白天人在環資上班，但晚上持續留在立法院。
2014年九合一選舉，她決定回宜蘭參選議員，從基層開始。如果體制不接受改變，公民只好進入體制改變它。

### 選舉理念
薛呈懿的父母很不能接受女兒投入選舉，父親尤其生氣。薛呈懿用耐心和同理心慢慢跟父母溝通，並把之前在臺北參與過的社會議題，帶回家跟父母分享，傾聽他們的意見。
這種溝通方式，最後說服了父母，也給她深刻的體會。「所有的議題都是公民議題，父母也是公民，如果議題不能拿出來跟父母溝通，那還有誰可以溝通？」
這個想法很受用。就任議員後，薛呈懿把「父母」代換成「鄉民」、「縣民」、「選民」、「民眾」、「縣府」、「縣長」……只要是對公眾有利的、符合正義原則的政策，
她一概不厭其煩的進行溝通，希望體制變得更健全。
「青年參政的目的，不就是把所學跟理想，帶進體制內？」薛呈懿說。

### 參選政見

#### 一、保護樹木，增加綠地。
1. 強調護樹優於種樹，加強「宜蘭縣樹木保護自治條例」執行與推動修法。
2. 停止國有資產私有化，監督不當開發，保留自然海岸、農田、山林、濕地等景觀，增進治水、防災。

#### 二、尊重生命，百年樹人
1. 落實動物保護，督促政府TNR(捕捉紮養)，消除不當撲殺。
2. 促進綠色校園，結合在地文化資產，成為社區環境與社會教育中心。
3. 要求劃設野生動物保護區或重要棲息地，維護地方多樣性資產，作為地方發展策略。

#### 三、永續觀光，在地經濟
1. 促進公車逐步免費，發展偏鄉地區替代大眾運輸，整合綠色交通系統。
2. 落實環境基本法非核家園條款，要求編列預算與人力進行環境基礎資訊普查及資訊公開。
3. 促進自主的在地幸福經濟，振興地方商圈及傳統市場，鼓勵公平貿易，反對服貿及自由經濟示範區。
4. 要求北宜直鐵召開行政聽證會，由宜蘭縣民共同討論環境開發與未來發展。[5]

## 宜蘭縣第十八屆縣議員任內政績

### 為實驗教育發聲
1. 慈心華德福校地使用（尚無具體結果）宜蘭縣議會第18次第21次臨時會 議案資料 （页面存档备份，存于）
2. 慈心華德福增班爭議（尚無具體結果）

### 推動漢本遺址成為縣定遺址
於宜蘭縣議會第十八屆第二次大會提案，因遺址本身的條件具無可取代的地位，請宜蘭縣文化局盡速將漢本遺址一案送宜蘭縣文化資產審議委員會審議。2016年3月7日，宜蘭縣政府、公路總局等單位舉辦歷史空間審議會議，決議把漢本遺址列為縣定遺址。

### 推動宜蘭同志伴侶註記
宜蘭縣政府選在520開放同性伴侶註記，也是繼六都、嘉義市以及彰化縣相繼開放，申請註記的伴侶其中一方必須設籍在宜蘭且皆須年滿20歲，不過註記資料並不具備法律效用，也不會顯示在戶籍資料上。宜蘭縣議員薛呈懿致力於推動同志平權，並表示未來仍繼續追蹤辦理內容與落實的狀況。

### 民代考察分享會
「假考察、真觀光？」是許多民眾對政府官員與民代的批評，薛呈懿與地方民意代表舉辦出國考察分享會，希望藉由分享，扭轉「假考察、真觀光」的印象。

### 反對北宜直鐵
- 「如果是光譜的話，我會偏向反對的那一方。在現今宜蘭縣的交通與都市空間議題還沒被解決之前，直鐵的效益其實不明顯。從宜蘭往台北的人，轉運站在市區，運輸接駁很方便，搭大眾運輸工具的意願就高；但如果是台北往宜蘭，下了公車或火車，除非有私家交通工具，否則很難移動到其他定點；如果開車時間與大眾運輸時間不相上下，就不會花時間、金錢搭火車。

其次，什麼都要這麼快嗎？這麼快到花東，是我們的東部生活想像嗎？東部不就是不那麼追求資本商業模式的快嗎？如果追求熱錢的發展，對東部就是一場噩夢啊，能夠翻身的就是少數人，被破壞的是環境與生活文化。」

### 農地農用
- 「當選後，農地農用就是我很關心的事，宜蘭觀光發展靠的是好山好水，如果農田地景都失去了，就不可能去發展觀光和在地經濟，」，宜蘭就是農村，她之所以反對農田炒作蓋農舍，「因為農田地景是我們的特色，放棄掉就沒有未來了，不只是為了追求小時候美好的記憶。」薛呈懿說: 即使她今天不是從政者，作為一個生在宜蘭，長在宜蘭，受惠於宜蘭的年輕人，她也忍無可忍！宜蘭的困境不只是宜蘭的，這是台灣農業與農地困境的縮影。[10]

- 「農地農用」的價值，可不是這麼好「捍衛」的。「農地價格的論述」成為宜蘭的主流聲音，而她不斷在議會上，引領鼓勵縣府去努力談「振興農業」的政策和農業對整體社會的價值才更重要。但執政者還是抵擋不了這樣的聲音與選票壓力！這已不是談或不談守護宜蘭價值，而是根本全面棄守宜蘭價值！[11]

### 冬山、蘇澳地區空氣汙染問題
與在地居民發起公民行動並成立組織-青天計畫2.0 宜蘭反空污行動平台，訴求改善空氣汙染，加強對宜蘭利澤工業區及水泥廠的空氣排放稽查。

### 關注青年議題
- 洄龜少年

2016、2017返鄉策展藝術季。

- 翻轉在地政治

經過太陽花學運的洗禮後，加上擔任地方議員，她發現地方政治需要有更多的新血與年輕人投入，與綠黨、時代力量等全國首創舉辦「就是要選」營隊，針對選舉人與助選者的各項細節設計課程，鼓勵與吸引年輕人投入地方政治。

## 2018年參選宜蘭縣羅東鎮長
2018年1月13日，薛呈懿透過影片宣布參選羅東鎮長，她表示為了未來美好的宜蘭與更好的溪南發展，停滯的羅東不能再等下一個四年，義無反顧宣布參選，但最後僅以9,821票敗選。薛呈懿表示，羅東鎮長選舉後，她只想先休息，等2019年過完年後再思考下一步，至於2020年中華民國立法委員選舉，她表示一定不會缺席。

### 選舉結果
| 2018年宜蘭縣羅東鎮長選舉結果 | 2018年宜蘭縣羅東鎮長選舉結果 | 2018年宜蘭縣羅東鎮長選舉結果 | 2018年宜蘭縣羅東鎮長選舉結果 | 2018年宜蘭縣羅東鎮長選舉結果 | 2018年宜蘭縣羅東鎮長選舉結果 | 2018年宜蘭縣羅東鎮長選舉結果 |
| 號次                         | 候選人                       | 政黨                         | 得票數                       | 得票率                       | 當選標記                     |                              |
| ---------------------------- | ---------------------------- | ---------------------------- | ---------------------------- | ---------------------------- | ---------------------------- | ---------------------------- |
| 1                            | 薛呈懿                       | 無黨籍                       | 9,821                        | 28.00%                       |                              |                              |
| 2                            | 黃素琴                       | 民主進步黨                   | 10,346                       | 29.50%                       |                              |                              |
| 3                            | 吳秋齡                       | 中國國民黨                   | 14,896                       | 42.48%                       |                              |                              |
| 選舉人數                     | 選舉人數                     | 選舉人數                     | 55,380                       | 55,380                       | 55,380                       |                              |
| 投票數                       | 投票數                       | 投票數                       | 35,845                       | 35,845                       | 35,845                       |                              |
| 有效票                       | 有效票                       | 有效票                       | 35,063                       | 35,063                       | 35,063                       |                              |
| 無效票                       | 無效票                       | 無效票                       | 782                          | 782                          | 782                          |                              |
| 投票率                       | 投票率                       | 投票率                       | 64.73%                       | 64.73%                       | 64.73%                       |                              |

### 政策白皮書
- 羅東鎮政策白皮書 （页面存档备份，存于）

## 爭議
2023年5月，台灣發生im.B詐騙吸金案，薛遭發現其2020年競選時使用的辦公大樓即是詐團主嫌曾國緯2019年7月購入大樓。

## 被壹週刊評為《2014年度風雲人物》
- 被壹週刊評為《年度風雲人物》的這裡沒有神 2014年度風雲人物太陽花學運參與者之一[17]

- 宜蘭縣議會第18屆第1次定期會議員評鑑問政優質議員[18]

- 2017年全國青商會金口獎第二名

## 外部連結
- 《希望·新政治》參選羅東鎮長專屬網站 （页面存档备份，存于）
- 《薛呈懿粉絲專頁》Hsueh ChengYi facebook （页面存档备份，存于）
- 《宜蘭縣議員薛呈懿》youtube 頻道 （页面存档备份，存于）